# 玛丽-克莱尔·雷斯图
玛丽-克莱尔·雷斯图（法語：Marie-Claire Restoux，1968年4月9日—），法国女子柔道运动员。她曾代表法国参加1996年夏季奥林匹克运动会柔道比赛，获得女子52公斤级金牌。